# Васильевка (Кормянский район)
Васи́льевка (бел. Васілеўка) — упразднённая деревня в Коротьковском сельсовете Кормянского района Гомельской области Беларуси. С 2005 года исключена из данных по учёту и регистрации административно-территориальных и территориальных единиц как фактически несуществующая.
В связи с радиационным загрязнением после катастрофы на Чернобыльской АЭС жители (4 семьи) переселены в 1990—1992 годах в чистые места.
На севере и юге граничит с лесом. На востоке и севере Струменьский ботанический заказник.

## География

### Расположение
В 8 км на юго-восток от Кормы, в 63 км от железнодорожной станции Рогачёв (на линии Могилёв — Жлобин), в 118 км от Гомеля.

### Гидрография
На западе река Сож (приток реки Днепр).

## Транспортная сеть
Транспортные связи по просёлочной, затем автомобильной дороге Корма — Струмень. Застройка односторонняя, редкая, деревянная усадебного типа.

## История
О деятельности человека с давних времён в этих местах свидетельствует поселение (в 0,5 км на северо-восток от деревни, около озера Пральня) эпохи мезолита и датируется VIII—IV тысячелетиями до н. э. Согласно письменным источникам известна с XIX века как селение в Кормянской волости Рогачёвского уезда Могилёвской губернии. В 1909 году 216 десятин земли. В 1931 году жители вступили в колхоз. В 1962 году к деревне присоединён посёлок Василевка. Входила в состав колхоза «Родина» (центр — деревня Струмень).

## Население

### Численность
- 1990—1992 годы — жители (4 семьи) переселены.

### Динамика
- 1897 год — 9 дворов 47 жителей (согласно переписи).
- 1909 год — 12 дворов, 51 житель.
- 1959 год — 123 жителя (согласно переписи).
- 1990—1992 годы — жители (4 семьи) переселены.